# ALL TIME BEST (尾崎豊のアルバム)
『ALL TIME BEST』（オール タイム ベスト）は、日本のシンガーソングライターである尾崎豊の7作目のベスト・アルバム。
2013年11月27日にソニー・ミュージックレコーズからリリースされた。ベスト・アルバムとしては『I LOVE YOU〜BALLADE BEST』（2011年）からおよそ2年7か月振りのリリースとなった。
1983年12月1日のデビューから30周年を記念してリリースされた作品であり、1988年9月12日に行われた東京ドーム公演の模様を収録したライブ・アルバム『LIVE CORE LIMITED VERSION YUTAKA OZAKI IN TOKYO DOME 1988/9/12』と同時リリースされた。1枚目のアルバム『十七歳の地図』（1983年）から6枚目のアルバム『放熱への証』（1992年）までほぼすべてのアルバムから満遍なく選曲されているが、マザーアンドチルドレン（ワーナーミュージック・ジャパン）所属時にリリースされた作品は収録されていない。

## 構成
本作収録曲は以下のアルバムから選曲されている。
- 『十七歳の地図』（1983年） - 「15の夜」「僕が僕であるために」「十七歳の地図」「I LOVE YOU」「OH MY LITTLE GIRL」
- 『回帰線』（1985年） - 「Scrambling Rock'n'Roll」「卒業」「シェリー」
- 『壊れた扉から』（1985年） - 「路上のルール」「Forget-me-not」
- 『誕生』（1990年） - 「FIRE」「風の迷路」
- 『放熱への証』（1992年） - 「太陽の瞳」「Mama, say good-bye」

## リリース、チャート成績
本作は2013年11月27日にソニー・ミュージックレコーズからCDにてリリースされた。初回生産限定盤にはDVDが付属しており、未発表映像としてコンサートツアー「FIRST LIVE CONCERT TOUR」の1984年12月3日秋田市文化会館公演における「I LOVE YOU」と、コンサートツアー「TREES LINING A STREET TOUR」の1987年7月1日茨城県民文化センター公演における「路上のルール」が収録されているが、完全な未発表映像ではなく過去に放送媒体において放送されたことがある内容であったことが後に告知された。本作はオリコンアルバムチャートにおいて最高位第15位の登場週数8回となり、売り上げ枚数は1.7万枚となった。
その後映画『ホットロード』（2014年）の主題歌に尾崎の「OH MY LITTLE GIRL」が使用されたため、映画公開記念として同作の原作漫画作者である紡木たくが選択したイラストおよび映画の舞台となった江の島の写真を使用したスリーブケース仕様の本作の生産限定スペシャル・パッケージが2014年7月23日にリリースされた。また、同年8月13日にはマスターテープからリマスタリングされた96kHz/24bitの高音質ハイレゾリューションオーディオ版がmoraにて配信された。

## 収録曲
| #         | タイトル                              | 作詞・作曲 | 編曲                   | 時間  |
| --------- | ------------------------------------- | ---------- | ---------------------- | ----- |
| 1.        | 「15の夜」(THE NIGHT)                 | 尾崎豊     | 西本明                 | 5:31  |
| 2.        | 「僕が僕であるために」(MY SONG)       | 尾崎豊     | 町支寛二               | 4:54  |
| 3.        | 「十七歳の地図」(SEVENTEEN'S MAP)     | 尾崎豊     | 西本明                 | 5:00  |
| 4.        | 「I LOVE YOU」                        | 尾崎豊     | 西本明                 | 4:20  |
| 5.        | 「OH MY LITTLE GIRL」                 | 尾崎豊     | 西本明                 | 4:36  |
| 6.        | 「Scrambling Rock'n'Roll」            | 尾崎豊     | 西本明                 | 5:08  |
| 7.        | 「卒業」(Graduation)                  | 尾崎豊     | 西本明                 | 6:41  |
| 8.        | 「シェリー」(Shelly)                  | 尾崎豊     | 西本明                 | 5:47  |
| 9.        | 「路上のルール」(RULES ON THE STREET) | 尾崎豊     | 西本明                 | 4:33  |
| 10.       | 「Forget-me-not」                     | 尾崎豊     | 西本明                 | 5:15  |
| 11.       | 「FIRE」                              | 尾崎豊     | 尾崎豊、星勝           | 5:17  |
| 12.       | 「風の迷路」(WHAT IS LOVE)            | 尾崎豊     | 尾崎豊、星勝、町支寛二 | 5:00  |
| 13.       | 「太陽の瞳」(LAST CHRISTMAS)          | 尾崎豊     | 尾崎豊、今泉洋         | 5:22  |
| 14.       | 「Mama, say good-bye」                | 尾崎豊     | 尾崎豊、西本明         | 7:33  |
| 合計時間: | 合計時間:                             | 合計時間:  | 合計時間:              | 74:57 |

| #         | タイトル                                                                   | 作詞・作曲 | 時間  |
| --------- | -------------------------------------------------------------------------- | ---------- | ----- |
| 1.        | 「I LOVE YOU（1984年12月3日 秋田市文化会館）」                             | 尾崎豊     | 5:12  |
| 2.        | 「路上のルール（1987年7月1日 茨城県民文化センター）」(RULES ON THE STREET) | 尾崎豊     | 4:54  |
| 合計時間: | 合計時間:                                                                  | 合計時間:  | 10:06 |

## 参加ミュージシャン
DISC 2「I LOVE YOU」
- Yutaka Ozaki & Heart Of Klaxon
  - 尾崎豊 – ボーカル、ピアノ、ギター、ブルースハープ
  - 鴇田靖 – ギター
  - 江口正祥 – ギター
  - 田口正人 – ベース
  - 井上敦夫 – キーボード
  - 吉浦芳一 – ドラムス

DISC 2「路上のルール」
- Yutaka Ozaki & Heart Of Klaxon
  - 尾崎豊 – ボーカル、ギター、ピアノ、ブルースハープ
  - 江口正祥 – ギター
  - 甲斐完治 – ギター
  - 樫原伸彦 – キーボード
  - 勝又隆一 – キーボード
  - 入江“タロー”直之 – ベース
  - 西尾純之介 – パーカッション
  - 伊藤真視 – ドラムス
  - 阿部剛 – サクソフォン、フルート、パーカッション

## チャート
| チャート         | 最高順位 | 登場週数 | 売上数  | 出典  |
| ---------------- | -------- | -------- | ------- | ----- |
| 日本（オリコン） | 15位     | 8回      | 1.7万枚 | [ 2 ] |

## リリース日一覧
| No. | リリース日     | レーベル                       | 規格         | カタログ番号 | 備考                                 | 出典         |
| --- | -------------- | ------------------------------ | ------------ | ------------ | ------------------------------------ | ------------ |
| 1   | 2013年11月27日 | ソニー・ミュージックレコーズ   | CD + DVD     | SRCL-8446~7  | 初回限定盤                           | [ 8 ] [ 1 ]  |
| 2   | 2013年11月27日 | ソニー・ミュージックレコーズ   | CD           | SRCL-8448    | 通常盤                               | [ 9 ] [ 10 ] |
| 3   | 2013年11月27日 | ソニー・ミュージックレーベルズ | AAC-LC       | -            | デジタル・ダウンロード               | [ 11 ]       |
| 4   | 2013年11月27日 | ソニー・ミュージックレーベルズ | ロスレスFLAC | -            | デジタル・ダウンロード               | [ 12 ]       |
| 5   | 2014年7月23日  | ソニー・ミュージックレコーズ   | CD           | SRCL-8448    | 紡木たくによるスペシャルスリーブ仕様 | [ 13 ]       |
| 6   | 2014年8月13日  | ソニー・ミュージックレーベルズ | ハイレゾFLAC | -            | デジタル・ダウンロード               | [ 14 ]       |